# Cratere Millman
Millman  è un cratere sulla superficie di Marte.